# Ungerns flagga
Ungerns flagga är en trikolor i färgerna rött, vitt och grönt. Den antogs den 1 oktober 1957 och har proportionerna 1:2. Handelsflaggan har däremot proportionerna 2:3.

## Symbolik
Färgerna är hämtade från Ungerns traditionella riksvapen. I flaggan symboliserar färgerna:
- Kraft (rött)
- Trohet (vitt)
- Hopp (grönt)

## Flaggans historia

Ungerns flagga under Árpádtiden

Dubbelmonarkins flagga 1869-1918

Den kommunistiska ungerska flaggan 1949-1956

### Árpádflaggan
Ungern etablerades som stat kring år 1000, när Stefan I kröntes till kung, men ungerska stammar levde i pannoniska bäckenet redan från slutet av 800-talet. Kungarna efter Stefan, som tillhörde huset Árpád (Árpád var ungersk hövding i det pannoniska bäckenet), använde huvudsakligen den s.k. árpádiska flaggan. Flaggan hade åtta ränder: fyra röda och fyra vita. De röda ränderna har tolkats som symboler för de högsta bergen i Ungern, och de vita ränderna som symboler för de längsta floderna (Donau, Tisza, Dráva och Száva).
Árpádflaggan användes under medeltiden under huset Árpád, dvs. 1000-1301, men det var ingen officiell nationsflagga. Alla adliga familjer och deras följen gick i krig under sina egna fanor. Nuförtiden ger denna flagga ett tämligen negativt intryck, eftersom den har använts av högerradikala grupper. Samma ränder ingår emellertid fortfarande i det första fältet i Ungerns riksvapen.
Efter Árpádperioden kom Ungern under en period att lyda under olika furstehus, som Anjouerna, Luxemburgarna, Jagellonerna och Hunyadi, som antingen använde Árpádflaggan eller sina egna adliga flaggor.

### Den österrikisk-ungerska dubbelmonarkin
Ungern befriades från den turkiska överhögheten 1697 med hjälp av den österrikiska armén, vilket ledde till att den österrikiske ärkehertigen också blev kung av Ungern. Till 1869 var Ungerns flagga därför densamma som Österrikes flagga, men från 1869 till slutet av första världskriget var Ungerns flagga inkluderad i dubbelmonarkins gemensamma flagga och var också i sig själv flagga för den ungerska riksdelen.

Den kommunistiska ungerska flaggan 1957-1990

I revolutionen mot habsburgarna 1848/1849 var ett av kraven att Österrikes dåvarande svart-gula flagga skulle ersättas av en ungersk trikolor, en flagga som använts under revolutionen och som var inspirerad av den franska trikoloren. Färgerna hade tidigare använts av kung Mattias II 1608. Sedan revolutionen hade slagits ned var den röda-vita-gröna flaggan förbjuden, men till följd av omstöpningen av riket till en dubbelmonarki 1867 blev den Ungerns officiella flagga, fast då belagd med Ungerns vapen.

### Den nuvarande flaggans tillkomst
Efter dubbelmonarkins sönderfall efter första världskriget behöll man den tidigare trikoloren i rött, vitt och grönt, även om ett stort antal mindre ändringar gjordes av det vapen som fanns i flaggans mitt. Ett kortlivat undantag var den helröda flagga som den ungerska sovjetrepubliken 1919 använde under sina 100 dagar vid makten.
Under andra världskriget hade Ungern också andra officiella flaggor, som till exempel den ungerska pronazistiska regeringens Árpádflagga med ett kryss i mitten. I det självständiga Ungern 1945–1949 använde man dagens trikolor belagd med Ungerns statsvapen, Stefanskronan. Vid det kommunistiska maktövertagandet 1949 ersattes Stefanskronan med det kommunistiska statsemblemet, som togs bort efter oroligheterna i Ungern 1956, då många ungrare hade klippt hål i flaggan för att visa sin avsky för det kommunistiska styret. Idag är flaggan definierad i Ungerns författning (1990./XL.) där det fastslås att Ungerns flagga har tre lika breda horisontella band i färgerna rött, vitt och grönt.